# Cristoforo Numai
Cristoforo Numai, född i Forlì, död 23 mars 1528 i Ancona, var en italiensk kardinal och biskop. 

## Biografi
Cristoforo Numai var son till  Francesco Numai och Cassandra Ercolani. Han upptogs i Franciskanorden och studerade vid Bolognas universitet. Senare studerade han vid Sorbonne, där han blev doktor. Numai var generalsuperior för Franciskanorden från 1517 till 1518.
I juli 1517 upphöjde påve Leo X Numai till kardinalpräst med San Matteo in Merulana som titelkyrka. Senare samma månad erhöll han Santa Maria in Aracoeli som titelkyrka. Numai deltog i konklaven 1521–1522, vilken valde Hadrianus VI till ny påve. Numai biskopsvigdes den 5 juli 1523 av påve Hadrianus VI. Påven assisterades vid detta tillfälle av kardinalerna Niccolò Fieschi, Antonio Maria Ciocchi del Monte, Lorenzo Pucci, Paolo Emilio Cesi och Jacopo Salviati. Numai deltog i konklaven 1523, som valde Clemens VII. I samband med Roms skövling i maj 1527 misshandlades kardinal Numai av Karl V:s kejserliga trupper.
Kardinal Numai avled 1528 och är begravd i kyrkan Santa Maria in Aracoeli.